# Mədəniyyət TV
Mədəniyyət Televiziyası es un canal de televisión de la República de Azerbaiyán, de titularidad estatal, producido por la Compañía de Radio y Televisión de Azerbaiyán, con una programación enfocada a la cultura y las Bellas Artes.

## Detalles
Inició sus emisiones el 14 de febrero de 2011, con el objetivo de fomentar el interés de la audiencia por los contenidos culturales. Desde sus comienzos, el tercer canal estatal azerí contó con una programación de 24 horas.

## Programación
En su programación abundan los documentales de contenido etnográfico, reportajes monográficos sobre artistas (tanto nacionales como foráneos), actuaciones musicales folclóricas, así como espacios de divulgación científica y lingüística, debates literarios, tertulias sobre filosofía, programas sobre historia del cine, la diáspora azerí, poesía o religión.
Tienen un lugar destacado las emisiones de cine de autor, representaciones teatrales, la agenda cultural y las reposiciones cinematográficas y musicales del archivo filmográfico de la televisión azerí. 

## Información técnica
El canal Mədəniyyət TV puede ser recibido en todo el territorio de la República de Azerbaiyán y zonas limítrofes a través de diferentes frecuencias de Televisión Digital Terrestre.
Asimismo, la difusión a través del satélite Azerspace-1 le permite una amplia cobertura en Asia central y parte de Europa oriental.